# Stukànovski
Stukànovski - Стукановский (rus) - és un khútor del krai de Krasnodar, a Rússia. Es troba al Caucas Nord, a la vora del Sara-Kulak, tributari del riu Urup, afluent del riu Kuban, a 17 km al nord d'Otràdnaia i a 209 km al sud-est de Krasnodar.
Pertany al poble de Gussaróvskoie.